# 298
Період тетрархії у Римській імперії. У Китаї править династія Західна Цзінь, в Японії триває період Ямато. У Персії править династія Сассанідів.
На території лісостепової України Черняхівська культура. У Північному Причорномор'ї готи й сармати.

## Події
- Цезар Констанцій Хлор завдає кількох поразок алеманам.
- Імператор Максиміан завершує похід проти берберів і йому влаштовують тріумф у Карфагені.
- Галерій завдає важкої поразки персам. Правління Тиридата у Вірменії відновлене.
- Християн виганяють із римського війська.
- Розпочалося будівництво термів Діоклетіана.

## Померли
- Діофант Александрійський (можлива дата)